# منجرف (لوست)
"مُنْجرف" (بالإنجليزية : Adrift) هي الحلقة الثانية من الموسم الثاني من مسلسل لوست والحلقة رقم 27 بشكل عام. تم إخراج الحلقة من قبل ستيفن ويليامز وكتبها كل من ستيفن مايدا وليونارد ديك. عُرضت لأول مرة في 28 سبتمبر 2005 على شبكة البث الأمريكية (ABC). تُظهر الفلاشباك في الحلقة صراع مايكل داوسون من أجل حضانة ابنه وولت لويد.
أحداث الوقت الحقيقي تظهر مايكل وسوير، اللذين تم تدمير طوفهما مؤخراً، يصبحان معاديين لبعضهما البعض أثناء تيارهما عائدين إلى الشاطئ، بينما تدخل كيت أوستن وجون لوك إلى الفتحة الأرضية الغامضة ويواجهان ديزموند هيوم.
تتناول الحلقة تكملة السرد الذي يخص الطوف بعد الحلقة الأخيرة من الموسم الأول، "الرحيل"، وتستعرض أيضًا تكملة الأحداث المروية في الحلقة السابقة، "رجل العلم، رجل الإيمان". كانت الحلقة في الأصل مخططة كحلقة مخصصة تتمركز حول شخصية سوير، ولكن تمت إعادة كتابتها للتركيز على مايكل. تم تصوير مشاهد البحر على شواطئ هاواي. حققت "منجرف" مشاهدات قدرها 23.17 مليون مشاهد أمريكي وتعتبر ثاني أكثر حلقة مشاهدة في تاريخ المسلسل، ولكنها واجهت انتقادات سلبية تركزت على الفلاشباك، ومشاهد الطوف، ونقص التقدم في سرد الأحداث.

## الحبكة

### الفلاشباك
في مشاهد الماضي (الفلاشباك)، يواجه مايكل داوسون (هارولد بيرينو) مشاكل مع حبيبته السابقة سوزان لويد (تمارا تايلور)، التي طلبت من مايكل توقيع وثيقة تنازل عن حقوقه الأبوية لابنهما وولت. على الرغم من مقاومة مايكل في البداية ولجوءه إلى القضاء للحفاظ على حق حضانته، إلا أنه في النهاية يستسلم حيث تُقنعه سوزان بعد أن جعلته يشك في دوافعه وما إذا كان يسعى لتحقيق رغباته الشخصية أم مصلحة وولت.

### على الجزيرة
بعد أن هوجم و دُمر الطوف من قبل الآخرون، يظهر سوير (جوش هولواي) على سطح المحيط. يُسمع صوت مايكل يصرخ باسم وولت بشكل متكرر، ويصرخ سوير باسم جين-سو كوون (دانيال داي كيم). يقرر سوير أن ينقذ مايكل أولاً، ويسبح نحوه ويجره إلى قطعة أخشاب من بقايا حطام الطوف، ثم يقوم بإجراء عملية الإنعاش القلبي الرئوي له. يستفيق مايكل بعد ذلك، ويلوم سوير على إجباره على إطلاق شعلة الإنقاذ، مما جذب الآخرون إليهم. بعد وقت قصير، يلاحظ الاثنان وجود سمكة قرش تحيط بهما؛ يعتقد مايكل أن القرش جذبتها دماء سوير النازفة، ويتبادلان الإتهامات بشكل مستمر.
بالعودة إلى المخيم، بعد اختفاء كيت أوستن (إيفانجلين ليلي) داخل الفتحة، نزل جون لوك (تيري أوكوين) إليها أيضًا، ليجدها فاقدة للوعي في غرفة الكمبيوتر.  يسير خلفهم ديزموند (هنري إيان كوسيك) مسلحاً ويسأل لوك إذا كان هو "هو".  ادعى لوك في البداية أنه الشخص الذي يبحث عنه ديزموند، لكنه فشل في الإجابة بشكل صحيح على اللغز الذي يطرحه.  دفع هذا الفشل ديزموند إلى جمع الاثنين وأمر كيت بتقييد أيدي لوك.  ومع ذلك، يستطيع لوك إقناع ديزموند بتقييد كيت بدلاً منه.   يضع لوك سكينًا بالخفية في جيب كيت قبل أن يحبسها في غرفة مظلمة.  تستطيع كيت تحرير نفسها وتجد نفسها في مخزن كبير مليء بالمواد الغذائية، وكلها موضوعة في صناديق وعلب تحمل علامة غريبة.  تتسلق كيت بعد ذلك إلى عليّة التهوية بينما يستجوب ديزموند لوك حول العالم الخارجي ويكتشف حادث تحطم الطائرة.
تصل المشاهد إلى نفس النقطة حيث إنتهت الحلقة السابقة "رجل العلم، رجل الإيمان".  يبدأ صوت تنبيه بإصدار أصوات عد تنازلي.  يرافق ديزموند لوك تحت تهديد السلاح إلى محطة الكمبيوتر، ويجبره على كتابة "الأرقام" في الكمبيوتر، مما يؤدي إلى إعادة ضبط مؤقت مدته 108 دقائق.  بعد لحظات، اكتشف ديزموند جاك شيبارد (ماثيو فوكس)، وبعد توجهه إلى غرفة الكمبيوتر، قام بتهديده بقتل لوك كما وضح في الحلقة السابقة.
بالعودة إلى مشاهد الطوف، رأى مايكل وسوير إحدى عوامات الطوف، وقرروا الصعود إليها.  سوير يسبح إلى العوامة ويعطي مايكل سلاحه في حالة ظهور القرش.  عندما يظهر، يطلق مايكل النار عليه عدة مرات، مما يؤدي على ما يبدو إلى إصابة سمكة القرش.  بعد ذلك ينضم مايكل إلى سوير على العوامة، وعندما تشرق الشمس، يبكي مدركًا أنه لم يكن عليه إحضار والت معه على الطوف، ويلوم نفسه على اختطاف ابنه.  في هذه الاثناء، لاحظ سوير أن التيار سحبهم بالقرب من الجزيرة.  عندما يصلون الشاطئ، يقابلون جين وهو يركض نحوهم، ويداه مقيدتان خلف ظهره، ويصرخ بكلمة "آخرون"، هارباً من مجموعة أشخاص كانت تحتجزه أسيرًا.

## الإنتاج

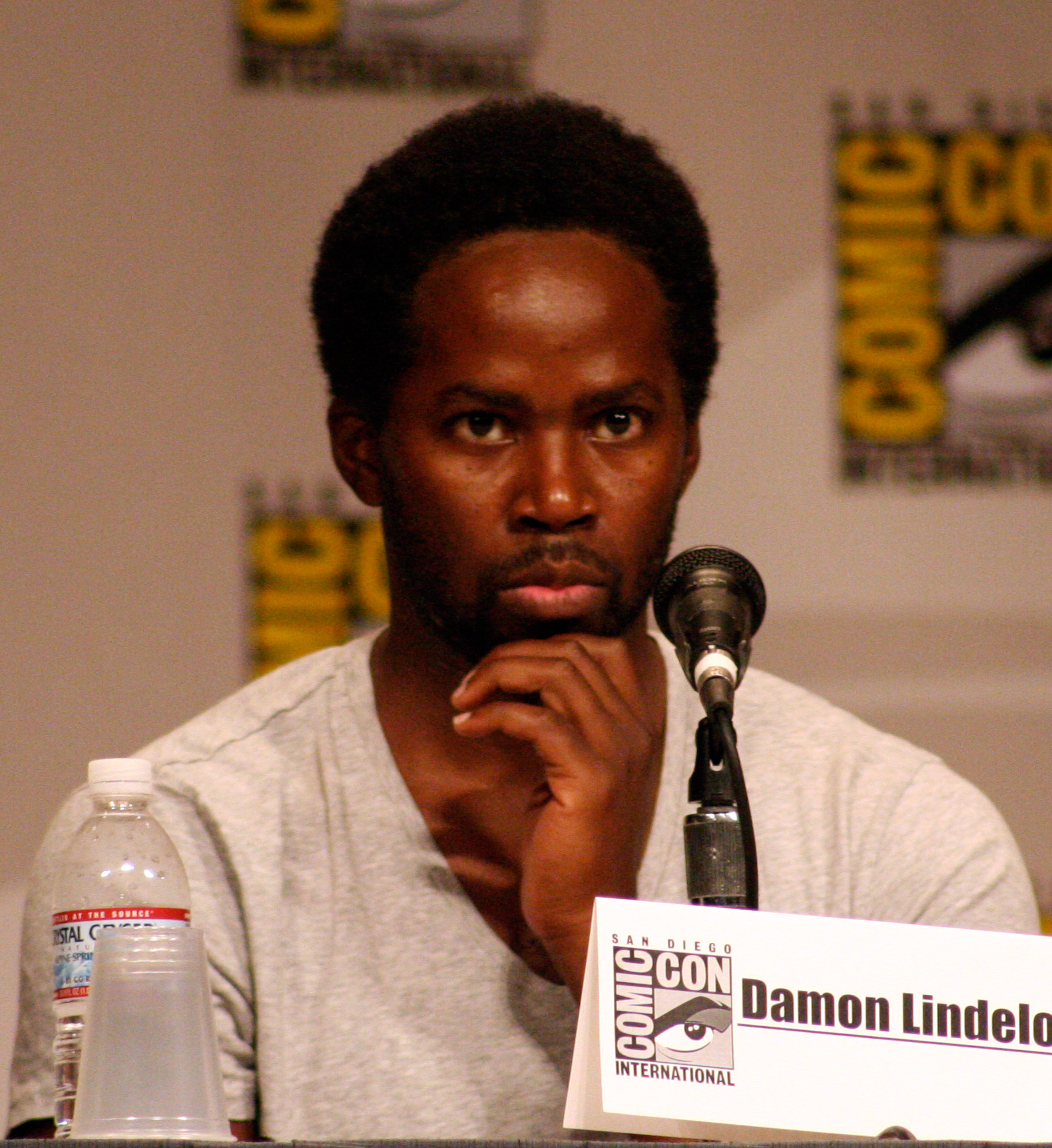
تلقى هارولد بيرينو دروس السباحة بين الموسمين الأول والثاني استعدادًا لهذه الحلقة.

تنتهي الحلقة الأخيرة من الموسم الأول بنهايتين مشوقتين، فتح الفتحة الأرضية وهجوم الآخرون على قارب مايكل.  عندما بدأ إنتاج الموسم الثاني، قرر الكتاب أن العرض الأول للموسم "رجل العلم، رجل الإيمان" سيركز على الفتحة، تاركًا أحداث الطوف للحلقة الثانية.  لتجنب تضخم الحلقة الأولى، تم ترك بعض تفاصيل أحداث الفتحة، مثل توغل لوك إليها، ليتم الكشف عنها في "منجرف".  كان من المقرر أن تتمحور الحلقة في الأصل حول سوير، وكان من المقرر أن تظهر الممثلة جولين بلالوك كضيفة، ولكن تمت إعادة كتابتها "في اللحظة الأخيرة التي يضرب بها المثل" وتم تغييرها إلى حلقة تتمحور حول مايكل.
وصف المخرج ستيفن ويليامز التصوير في البحر بأنه صعب، لأن الأمواج تسببت في تحرك الكاميرات والإضاءة والمناظر الطبيعية حيث كان الممثلون "غير متزامنين مع بعضهم البعض".  لكن ويليامز اعتقد أن المشاهد أصبحت أكثر واقعية بسبب الموقع.  استغرقت المشاهد المائية ثلاث ليالٍ لتكتمل، وتلقى هارولد بيرينو دروسًا في السباحة استعدادًا لها.  عندما يستعد سوير للسباحة إلى العوامة، تسبح سمكة قرش بجواره، وفي لقطة تحت الماء يمكن رؤية شارة مبادرة دارما لفترة وجيزة بالقرب من زعنفتها الخلفية.  كانت هذه مزحة داخلية أو "بيضة عيد الفصح" (Easter Egg), والتي تبين أنها أكثر وضوحًا مما كان ينبغي.  بينما تم بناء سمكة قرش ميكانيكية تتطلب ثلاثة محركات، تم تصوير مايكل أثناء تعرضه للهجوم باستخدام زعنفة قرش ممسوكة بواسطة أحد أفراد الطاقم تحت الماء.

## الإستقبال

### التقييمات
تابع 23.17 مليون مشاهد أمريكي حلقة "منجرف"، مما يجعلها الحلقة الثانية الأكثر مشاهدة في تاريخ العرض، بعد الحلقة الافتتاحية للموسم .

### آراء النقاد
كانت التعليقات سلبية في الغالب.  قال ماك سلوكوم من موقع Filmfodder.com إن قصة الفلاشباك "لم تكن مثيرة للاهتمام على الإطلاق". وصف جيف جنسن من انترتينمنت ويكلي  ذكريات الماضي (الفلاشباك) بأنها "من بين أفقر الفلاشباكات وأكثرها تكاملاً بشكل أخرق التي رأيناها حتى الآن"، لأنه شعر أنه لم يتم الكشف عن أي شيء جديد، ولم يعجبه أيضًا قصة مايكل على الجزيرة، مشيرًا إلى أنه "لديه إحساس بإنه لم يكن لا الممثلون ولا المخرجون متأكدين تمامًا مما يمكنهم فعله بهذه المشاهد". ومع ذلك، أثنى جنسن على مشاهد الفتحة، معتبرا أن أداء تيري أوكوين وأدائه مع هنري إيان كوسيك كانا "ينقذان أول حلقة متواضعة من الموسم". يعتقد رايان ماكجي من Zap2it أن الكشف عن أحداث الفتحة من خلال نظرات مختلفة كان "نهجًا سرديًا جديدًا"، لكنه اشتكى من عدم وجود تقدم في سرد الحبكة، واعتبر قصة الطوف "ثلاثة أضعاف المدة المطلوبة، مع هجوم سمكة قرش مزيفة". أعطى كريس كارابوت من IGN الحلقة 8.2 من 10، مشيدًا بأداء بيرينو والفلاشباك،  لكن الموقع صنف لاحقًا "Adrift" في المرتبة 80 من أصل 115 حلقة من لوست، قائلًا مازحًا إن القرش كان يجب أن يأكل مايكل " وينقذنا من الكثير من "ووووووولت!" وأخذوه من يدي! ومهرجانات الصراخ". قائمة مماثلة من قبل لوس أنجلوس تايمز صنفت الحلقة على أنها رابع أسوأ حلقة في المسلسل ووصفتها بـ "المملة". أدرجت مجلة نيويورك "منجرف" في قائمة "أكثر عشرون حلقة بلا جدوى من لوست"، مشتكية من "توقف القصة" والفلاشباك "الثقيل"، وذكرت إن الحلقة كان من الممكن أن تتحسن لو وصل سوير ومايكل إلى الأرض بشكل أسرع.

## روابط خارجية
- "منجرف" في ABC
- «Adrift» على قاعدة بيانات الأفلام على الإنترنت </img>

قالب:Lost episodes